# Чюрлёните, Ядвига
Ядвига Чюрлёните (лит. Jadvyga Čiurlionytė; 13 апреля 1898 года, Друскеники — 1 апреля 1992 года, Вильнюс) — литовский музыковед, доктор искусствоведения, профессор, общественный деятель; лауреат Государственной премии Литовской ССР (1969). Специалист по изучению литовских народных песен.

## Биография
Её братьями были художник и композитор Микалоюс Константинас Чюрлёнис, органист и учитель музыки Йонас Чюрлёнис и инженер Стасис Чюрлёнис.
В 1925 году, после окончания класса Р. М. Брейтгаупта в консерватории им. Я. Штерна в Берлине, работала учителем музыки в Клайпеде, Каунасе, Мариямполе.
В 1937—1941 годах работала в Архиве литовского фольклора и Институте литуанистики.
В 1941—1951 годах была научным сотрудником Института этнологии и Истории Литвы Литовской академии наук.
В 1944—1946 годах преподавала в Вильнюсском университете.
С 1945 года состояла в Вильнюсской консерватории, а с 1949 года — преподаватель Литовской консерватории (с 1969 года — доктор искусствоведения, профессор). В 1948—1958 гг. возглавляла созданный ею кабинет народной музыки при консерватории.
Среди её студентов числились музыковеды Геновайте Четкаускайте, Лайма Буркшайтене, Римантас Гучас, Юрате Ландсбергите, Адеодатас Таурагис, Аудроне Жюрайтите, Римантас Астраускас, Римантас Слюжинскас.
Записала около четырёх тысяч литовских народных песен, подготовила к печати несколько их сборников (1938, 1948, 1955). В 1966 году выпустила фундаментальный труд «Литовское народное песенное творчество».
Также опубликовала книгу воспоминаний о своём брате М. К. Чюрлёнисе.

## Память
Имя Ядвиги Чюрлёните носит школа искусств в городе Варена.